# 旭川家庭裁判所
旭川家庭裁判所（あさひかわかていさいばんしょ）は、北海道旭川市にある日本の家庭裁判所の一つで、北海道を管轄している。略称は、旭川家裁（あさひかわかさい）。名寄、紋別、留萌、稚内に支部を、深川、富良野、中頓別、天塩に出張所を置いている。

## 所在地
- 本庁：北海道旭川市花咲町4丁目  北緯43度47分30.5秒 東経142度22分17.6秒 / 北緯43.791806度 東経142.371556度
道北バス・旭川電気軌道花咲町4丁目バス停留所下車徒歩約2分
- 名寄支部：北海道名寄市西4南9  北緯44度20分50.9秒 東経142度27分23.9秒 / 北緯44.347472度 東経142.456639度
JR宗谷線名寄駅下車徒歩約15分
- 紋別支部：北海道紋別市潮見町1-5-48  北緯44度21分21.4秒 東経143度21分7.2秒 / 北緯44.355944度 東経143.352000度
紋別ターミナル下車徒歩約5分
- 留萌支部：北海道留萌市沖見町2  北緯43度55分59.3秒 東経141度38分16.5秒 / 北緯43.933139度 東経141.637917度
道北バス・沿岸バス・中央バス留萌十字街バス停留所下車徒歩約15分
沿岸バス沖見町2丁目バス停留所下車徒歩約5分
- 稚内支部：北海道稚内市潮見1-3-10  北緯45度23分36.5秒 東経141度41分48.4秒 / 北緯45.393472度 東経141.696778度
JR宗谷線南稚内駅下車徒歩約15分
宗谷バス潮見1丁目バス停留所下車徒歩約5分
- 深川出張所：北海道深川市2条1-4  北緯43度42分59.9秒 東経142度1分52秒 / 北緯43.716639度 東経142.03111度
JR函館線・留萌線深川駅下車徒歩約15分
空知中央バス｢4条1番｣バス停留所下車徒歩約2分
- 富良野出張所：北海道富良野市弥生町2-55  北緯43度20分31.2秒 東経142度22分53.9秒 / 北緯43.342000度 東経142.381639度
JR根室線・富良野線富良野駅下車徒歩約15分
- 中頓別出張所：北海道枝幸郡中頓別町字中頓別166-5  北緯44度58分12.8秒 東経142度17分18.2秒 / 北緯44.970222度 東経142.288389度
宗谷バス｢長寿園前｣バス停留所下車徒歩約5分
- 天塩出張所：北海道天塩郡天塩町新栄通7  北緯44度53分14秒 東経141度44分42.6秒 / 北緯44.88722度 東経141.745167度
沿岸バス｢天塩｣バス停留所下車徒歩約1分

## 管轄
- 本庁
  - 旭川市、上川郡鷹栖町、東神楽町、当麻町、比布町、愛別町、上川町、東川町、美瑛町、深川市、雨竜郡妹背牛町、秩父別町、雨竜町、北竜町、沼田町、幌加内町、富良野市、空知郡上富良野町、中富良野町、南富良野町、勇払郡占冠村
- 留萌支部
  - 留萌市、増毛郡増毛町、留萌郡小平町、苫前郡苫前町、羽幌町、初山別村
- 稚内支部
  - 稚内市、宗谷郡猿払村、利尻郡利尻町、利尻富士町、礼文郡礼文町、天塩郡遠別町、天塩町、幌延町、豊富町
- 紋別支部
  - 紋別市、紋別郡滝上町、興部町、西興部村、雄武町
- 名寄支部
  - 名寄市、士別市、上川郡和寒町、剣淵町、下川町、中川郡美深町、音威子府村、中川町、枝幸郡浜頓別町、中頓別町、枝幸町

※ただし、合議事件、少年事件は本庁で取り扱う。

## 歴代所長
旭川家庭裁判所の所長は旭川地方裁判所の所長を兼任している。旭川地方裁判所#歴代所長を参照。